# Classificació Internacional d'Atenció Primària
La Classificació internacional d'atenció primària (CIAP) és una taxonomia dels termes i expressions utilitzades habitualment en medicina de família. Recull els motius (o raons) de consulta, els problemes de salut i el procés d'atenció. Està pensada i dissenyada per i per a l'atenció primària de salut, és usada tant per a activitats clíniques, com a docents i de recerca. És un tipus de classificació de terminologia mèdica d'àmbit internacional.
També anomenada CIAP-2 o ICPC-2 (per les sigles en anglès de: International Classification of Primary Care) i en forma estesa com ICPC-2 PLUS.
Actualment la ICPC-2 està disponible en 20 idiomes. Posteriorment ha estat traduït al català per membres de la CAMFiC
Aquesta nova versió permet classificar per "episodis d'atenció", concepte més ampli que l'hospitalari de "episodi de malaltia", que inclou: la raó de consulta expressada pel pacient, els problemes de salut detectats pel professional i les intervencions o procés d'atenció.
A més, disposa dels annexos: el model de Formulari per a la valoració de la gravetat de les malalties DUSOI / WONCA, Làmines de mesura de l'estat funcional COOP / WONCA, i la taula d'equivalències per convertir els codis CIM-10 a CIAP-2.
És una referència obligada no només per a la investigació, sinó també en el procés d'informatització de la història clínica, en permetre codificar gairebé totes les activitats i elements de l'episodi d'atenció al pacient.
La CIM 9/10 (de l'OMS) i la CIAP-2 (de la WONCA) són dures competidores entre si per convertir-se en la classificació de referència mundial en atenció primària. La primera té l'avantatge a l'estat espanyol de ser la classificació obligatòria per llei en els informes d'alta hospitalària, i els inconvenients de ser molt extensa, massa específica i orientada a la malaltia.
A Catalunya i en Atenció Primària, el CIAP s'utilitza sols en el 18%, la CIM-9 en el 2% i la CIM-10 en el 80%, com a dades aproximades; a més, el CatSalut voldria que la CIM-10-MC sigui la classificació de referència per a tota l'Atenció Primària pel 2015.

## Estructura

### Problemes

#### A Problemes generals / inespecífics
A01 Dolor generalitzat / múltiple
A02 Calfreds
A03 Febre
A04 Feblesa/Debilitat general / fatiga/cansament
A05 Sensació de malaltia
A06 Esvaniment (Desmai) / síncope
A07 Coma
A08 Inflamació
A09 Problemes de sudoració
A10 Hemorràgia / sagnat inespecífics
A11 Dolor toràcic inespecífic
A13 Preocupació / por del tractament
A16 Lactant irritable / nerviós
A18 Preocupació per l'aspecte exterior
A20 Sol·licitud / discussió sobre l'eutanàsia
A21 Factor de risc de càncer
A23 Factor de risc inespecífic
A25 Por de la mort / agonia
A26 Por del càncer inespecífic
A27 Por d'altres malalties inespecífiques
A28 Incapacitat / discapacitat inespecífiques
A29 Altres símptomes i signes generals
A70 Tuberculosi
A71 Xarampió
A72 Varicel·la
A73 Paludisme (malària)
A74 Rubèola
A75 Mononucleosi infecciosa
A76 Altres exantemes vírics
A77 Altres malalties víriques inespecífiques
A78 Altres malalties infeccioses inespecífiques
A79 Càncer / neoplàsia maligna d'origen desconegut
A80 Traumatisme / lesió inespecífics
A81 Politraumatisme / lesions múltiples
A82 Efectes secundaris diferits d'un traumatisme
A84 Intoxicació per fàrmacs
A85 Efecte advers per fàrmac a dosi correcta
A86 Efectes tòxics d'altres substàncies
A87 Complicació del tractament
A88 Efectes adversos per factors físics
A89 Efectes adversos de pròtesis / dispositius
A90 Síndromes / anomalies congènites múltiples
A91 Resultats anormals de proves (inespecífics)
A92 Al·lèrgia / reacció al·lèrgica inespecífica
A93 Nadons prematurs
A94 Altra morbiditat perinatal
A95 Mortalitat perinatal
A96 Mort
A97 Absència de malaltia
A98 Activitats preventives / medicina preventiva
A99 Altres malalties generals / de localització o caràcter inespecífics

#### B Sang / òrgans hematopoètics / sistema immunològic
B02 Adenopaties / ganglis limfàtics tumefactes i dolorosos
B04 Símptomes i signes sang / òrgans hematopoètics
B25 Por a la sida / infecció per VIH
B26 Por al càncer de sang / òrgans hematopoètics
B27 Por a altres malalties de la sang / sistema limfàtic
B28 Limitació funcional / incapacitat sang / òrgans hematopoètics
B29 Altres símptomes relacionats amb la sang / òrgans hematopoètics
B70 Limfadenitis aguda
B71 Limfadenitis crònica / inespecífica
B72 Malaltia de Hodgkin / limfoma
B73 Leucèmia
B74 Altres neoplàsies malignes de la sang
B75 Neoplàsies benignes / inespecífiques de la sang
B76 Ruptura traumàtica de la melsa
B77 Altres traumatismes sang / ganglis limfàtics / melsa
B78 Anèmia hemolítica hereditària
B79 Altres anomalies congènites de la sang / sistema limfàtic
B80 Anèmia ferropènica
B81 Anèmia perniciosa carència B12 / àcid fòlic
B82 Altres anèmies inespecífiques
B83 Púrpura / trastorns de la coagulació
B84 Recompte de leucòcits anormal
B87 Esplenomegàlia
B90 Infecció per VIH / sida
B99 Altres trastorns sang / ganglis limfàtics / melsa

#### D Aparell digestiu
D01 Dolor abdominal generalitzat / espasmes
D02 Dolor epigàstric
D03 Pirosi
D04 Dolor anal / rectal
D05 Pruïja perianal
D06 Altres dolors abdominals localitzats
D07 Dispèpsia / indigestió
D08 Flatulència / gasos
D09 Nàusees
D10 Vòmits
D11 Diarrea
D12 Restrenyiment
D13 Icterícia
D14 Hematèmesi / vòmits hemàtics
D15 Melena
D16 Hemorràgia rectal
D17 Inc0ntinència intestinal (fecal)
D18 Canvis de la femta / defecacions
D19 Símptomes i signes de les dents i genives
D20 Símptomes i signes de boca, llengua i llavi
D21 Problemes de deglució
D23 Hepatomegàlia
D24 Massa abdominal inespecífica
D25 Distensió abdominal
D26 Por al càncer de l'aparell digestiu
D27 Por a altres malalties de l'aparell digestiu
D28 Limitació funcional / incapacitat aparell digestiu
D29 Altres símptomes i signes de l'aparell digestiu
D70 Infecció gastrointestinal
D71 Parotiditis epidèmica (galteres)
D72 Hepatitis vírica
D73 Gastroenteritis probablement infecciosa
D74 Neoplàsia maligna d'estómac
D75 Neoplàsia maligna de còlon / recte
D76 Neoplàsia maligna de pàncrees
D77 Altres neoplàsies malignes de l'aparell digestiu
D78 Neoplàsia benigna de l'aparell digestiu
D79 Cos estrany a l'aparell digestiu
D80 Altres malalties de l'aparell digestiu
D81 Anomalies congènites de l'aparell digestiu
D82 Malalties de les dents i les genives
D83 Malalties de la boca / llengua / llavis
D84 Malalties de l'esòfag
D85 Úlcera duodenal
D86 Altres úlceres pèptiques
D87 Trastorns gàstrics funcionals / gastritis
D88 Apendicitis
D89 Hèrnia inguinal
D90 Hèrnia de hiat (diafragmàtica)
D91 Altres hèrnies abdominals
D92 Malaltia diverticular (intestinal)
D93 Síndrome del còlon irritable
D94 Enteritis crònica / colitis ulcerosa
D95 Fissura anal / abscés perianal
D96 Cucs / altres paràsits
D97 Cirrosi / altres malalties hepàtiques
D98 Colecistitis / colelitiasi
D99 Altres malalties digestives sistèmiques

#### F Ulls
F01 Dolor ocular
F02 Ull vermell
F03 Secrecions oculars
F04 Mosques volants
F05 Altres problemes visuals
F13 Sensacions anormals en els ulls
F14 Moviments oculars anormals
F15 Aspecte anormal de l'ull
F16 Símptomes i signes de les parpelles
F17 Símptomes i signes relacionats amb les ulleres
F18 Símptomes i signes relacionats amb les lents de contacte
F27 Por d'una malaltia ocular
F28 Limitació funcional / incapacitat ull i annexos
F29 Altres símptomes i signes de l'ull
F70 Conjuntivitis infecciosa (vírica / bacteriana)
F71 Conjuntivitis al·lèrgica
F72 Blefaritis / mussol / calazi
F73 Altres infeccions / inflamacions oculars
F74 Neoplàsies de l'ull i annexos
F75 Contusió / hemorràgia oculars
F76 Cos estrany a l'ull
F79 Altres lesions oculars
F80 Obstrucció del conducte lacrimal en els lactants
F81 Altres anomalies congènites dels ulls
F82 Despreniment de retina
F83 Retinopatia
F84 Degeneració de la màcula
F85 Úlcera corneal
F86 Tracoma
F91 Trastorns de la refracció
F92 Cataracta
F93 Glaucoma
F94 Ceguesa
F95 Estrabisme
F99 Altres malalties de l'ull i annexos

#### H Aparell auditiu
H01 Dolor a l'orella / otàlgia
H02 Símptomes auditius
H03 Acúfens / brunzit / sorolls
H04 Secrecions per l'orella
H05 Sang a l'orella
H13 Sensació de taponament d'orella
H15 Preocupació per l'aspecte de les orelles
H27 Por a una malaltia de l'orella
H28 Limitació funcional / incapacitat aparell auditiu
H29 Altres símptomes i signes de l'orella
H70 Otitis externa
H71 Otitis mitjana aguda / miringitis
H72 Otitis mitjana serosa
H73 Salpingitis de la trompa d'Eustaqui
H74 Otitis mitjana crònica
H75 Neoplàsies de l'orella
H76 Cos estrany a l'orella
H77 Perforació del timpà
H78 Lesió superficial de l'orella
H79 Altres lesions de l'orella
H80 Anomalies congènites de l'orella
H81 Excés de cerumen a l'orella
H82 Síndrome vertiginosa / laberintitis / vestibulitis
H83 Otosclerosi
H84 Presbiacúsia
H85 Traumatisme acústic
H86 Sordesa
H99 Altres malalties de l'orella / mastoides

#### K Aparell circulatori
K01 Dolor cardíac
K02 Opressió / pressió atribuïda al cor
K03 Altres dolors atribuïts a l'aparell circulatori
K04 Palpitacions / percepció dels batecs del cor
K05 Altres alteracions del ritme cardíac
K06 Venes ingurgitades
K07 Edema de turmells
K22 Factor de risc de malalties cardiovasculars
K24 Por a un atac de cor
K25 Por a la hipertensió arterial
K27 Por a altres malalties de l'aparell circulatori
K28 Limitació funcional / incapacitat aparell circulatori
K29 Altres símptomes i signes de l'aparell circulatori
K70 Malalties infeccioses de l'aparell circulatori
K71 Febre reumàtica / malaltia reumàtica
K72 Neoplàsies cardiovasculars
K73 Anomalies congènites cardiovasculars
K74 Cardiopatia isquèmica amb angor
K75 Infart agut de miocardi
K76 Cardiopatia isquèmica sense angor
K77 Insuficiència cardíaca
K78 Fibril·lació auricular / flutter (aleteig) auricular
K79 Taquicàrdia paroxística
K80 Arrítmia cardíaca inespecífica
K81 Buf cardíac / arterial inespecífics
K82 Malaltia pulmonar d'origen cardíac
K83 Valvulopatia cardíaca inespecífica
K84 Altres malalties del cor
K85 Elevació de la pressió arterial sense hipertensió
K86 Hipertensió arterial no complicada
K87 Hipertensió arterial complicada
K88 Hipotensió postural
K89 Isquèmia cerebral transitòria
K90 Accident vascular cerebral (AVC) / apoplexia
K91 Malaltia cerebrovascular
K92 Aterosclerosi / malaltia vascular perifèrica
K93 Embolisme pulmonar
K94 Flebitis / tromboflebitis
K95 Varices de les cames
K96 Hemorroides
K99 Altres malalties de l'aparell circulatori

#### L Aparell locomotor
L01 Símptomes i signes del coll
L02 Símptomes i signes de l'esquena
L03 Símptomes i signes lumbars
L04 Símptomes i signes toràcics
L05 Símptomes i signes del flanc / aixella
L07 Símptomes i signes de la mandíbula
L08 Símptomes i signes de l'espatlla (muscle)
L09 Símptomes i signes del braç
L10 Símptomes i signes del colze
L11 Símptomes i signes del canell
L12 Símptomes i signes de la mà i els dits de la mà
L13 Símptomes i signes del maluc
L14 Símptomes i signes de la cama / cuixa
L15 Símptomes i signes del genoll
L16 Símptomes i signes del turmell
L17 Símptomes i signes dels peus i els dits del peu
L18 Dolor muscular
L19 Altres símptomes i signes musculars inespecífics
L20 Símptomes i signes de les articulacions
L26 Por d'un càncer de l'aparell locomotor
L27 Por d'altres malalties de l'aparell locomotor
L28 Limitació funcional / incapacitat aparell locomotor
L29 Altres símptomes i signes de l'aparell locomotor
L70 Infeccions musculoesquelètiques
L71 Neoplàsies del musculoesquelètic
L72 Fractura: radi / cúbit
L73 Fractura: tíbia / peroné
L74 Fractura: ossos mà / peu
L75 Fractura: fèmur
L76 Fractura: altres ossos
L77 Esquinç / torçada / distensió de turmell
L78 Esquinç / torçada / distensió de genoll
L79 Esquinç / torçada / distensió d'altres articulació
L80 Luxació / subluxació
L81 Altres lesions de l'aparell locomotor
L82 Anomalies congènites de l'aparell locomotor
L83 Síndromes relacionades amb la columna cervical
L84 Síndrome dorsal sense irradiació del dolor
L85 Deformitats adquirides de la columna
L86 Síndrome dorsal amb irradiació del dolor
L87 Bursitis / tendinitis / sinovitis inespecífiques
L88 Artritis reumatoide seropositiva
L89 Artrosi del maluc / coxartrosi
L90 Artrosi del genoll / gonartrosi
L91 Altres artrosis
L92 Síndrome de l'espatlla (muscle)
L93 Colze del tenista / epicondilitis
L94 Osteocondrosi
L95 Osteoporosi
L96 Lesió aguda interna del genoll
L97 Neoplàsia benigna / inespecífica de l'aparell locomotor
L98 Deformitats adquirides de les extremitats
L99 Altres malalties de l'aparell locomotor

#### N Sistema nerviós
N01 Cefalea
N03 Dolor facial
N04 Síndrome de les cames inquietes
N05 Parestèsies als dits de mans / peus
N06 Altres trastorns de la sensibilitat
N07 Convulsions / crisis convulsives
N08 Moviments involuntaris anormals
N16 Altres trastorns de l'olfacte i el gust
N17 Vertigen / mareig
N18 Paràlisi / debilitat
N19 Trastorns del llenguatge
N26 Por del càncer neurològic
N27 Por d'altres malalties del sistema nerviós
N28 Limitació funcional / incapacitat sistema nerviós
N29 Altres símptomes i signes del sistema nerviós
N70 Poliomielitis
N71 Meningitis / encefalitis
N72 Tètanus
N73 Altres infeccions del sistema nerviós
N74 Neoplàsies malignes del sistema nerviós
N75 Neoplàsies benignes del sistema nerviós
N76 Neoplàsies inespecifiques del sistema nerviós
N79 Commoció cerebral
N80 Altres traumatismes cranials
N81 Altres lesions neurològiques
N85 Anomalies congènites neurològiques
N86 Esclerosi múltiple
N87 Malaltia de Parkinson
N88 Epilèpsia
N89 Migranya
N90 Cefalea en accessos agrupats (cluster headache)
N91 Paràlisi facial / paràlisi de bell
N92 Neuràlgia del trigemin
N93 Síndrome del túnel carpià
N94 Altres neuritis / neuropaties perifèriques
N95 Cefalea tensional
N99 Altres malalties del sistema nerviós

#### P Problemes psicològics
P01 Sensació d'ansietat / nerviosisme / tensió
P02 Reacció d'estrès aguda
P03 Sensació de depressió / tristesa
P04 Sensació d'irritabilitat / conducta irritable
P05 Conducta senil / sentir-se vell
P06 Trastorns del son / insomni
P07 Disminució del desig sexual
P08 Absència / pèrdua de la satisfacció sexual
P09 Preocupació per la preferència sexual
P10 Tartamudeig / disfèmia espasmòdica / tics
P11 Problemes d'alimentació en els nens
P12 Enuresi
P13 Encopresi / altres problemes de control fecal
P15 Abús d'alcohol (crònic)
P16 Abús d'alcohol (agut)
P17 Tabaquisme
P18 Abús de fàrmacs
P19 Abús de drogues
P20 Trastorns de la memòria / concentració / orientació
P22 Altres problemes relacionats amb la conducte dels nens
P23 Símptomes i signes relacionats amb la conducta dels adolescents
P24 Problemes d'aprenentatge específics
P25 Problemes de les etapes de la vida en els adults
P27 Por d'una malaltia mental
P28 Limitació funcional / incapacitat problemes psicològics
P29 Altres símptomes i signes psicològics
P70 Demència
P71 Altres psicosis orgàniques
P72 Esquizofrènia
P73 Psicosis afectives
P74 Trastorn d'ansietat / angoixa / estat ansiós
P75 Trastorns per somatització
P76 Depressió
P77 Suïcidi / intent de suïcidi
P78 Neurastènia / sobrecàrrega psicològica
P79 Fòbia / trastorn compulsiu
P80 Trastorns de la personalitat
P81 Trastorns hipercinètics
P82 Síndrome d'estrès posttraumàtic
P85 Retard mental
P86 Anorèxia nerviosa, bulímia
P98 Altres psicosis inespecífiques
P99 Altres trastorns psicològics

#### R Aparell respiratori
R01 Dolor atribuïble a l'aparell respiratori
R02 Dispnea
R03 Sibilàncies
R04 Altres trastorns relacionats amb la respiració
R05 Tos
R06 Hemorràgia nasal / epistaxi
R07 Esternuts / congestió nasal
R08 Altres símptomes i signes del nas
R09 Símptomes i signes dels sinus paranasals
R21 Símptomes i signes faringis
R23 Símptomes i signes relacionats amb la veu
R24 Hemoptisi
R25 Expectoració / esputs anormals
R26 Por del càncer de l'aparell respiratori
R27 Por d'altres malalties respiratòries
R28 Limitació funcional / incapacitat aparell respiratori
R29 Altres símptomes i signes respiratoris
R71 Tos ferina
R72 Faringitis estreptocòccica
R73 Furóncol / abscés del nas
R74 Infecció aguda de les vies respiratòries superiors
R75 Sinusitis aguda / crònica
R76 Amigdalitis aguda
R77 Laringitis / traqueïtis agudes
R78 Bronquitis / bronquiolitis aguda
R79 Bronquitis crònica
R80 Grip
R81 Pneumònia
R82 Vessament pleural / pleuresia
R83 Altres infeccions respiratòries
R84 Neoplàsia maligna de bronquis i pulmó
R85 Altres neoplàsies malignes de l'aparell respiratori
R86 Neoplàsies benignes de l'aparell respiratori
R87 Cos estrany a nas / laringe / bronquis
R88 Altres lesions de l'aparell respiratori
R89 Anomalies congènites de l'aparell respiratori
R90 Hipertròfia amígdales / adenoides
R92 Neoplàsia respiratòria inespecífica
R95 Enfisema / malaltia pulmonar obstructiva crònica
R96 Asma
R97 Rinitis al·lèrgica
R98 Hiperventilació
R99 Altres malalties de l'aparell respiratori

#### S Pell
S01 Dolor / hipersensibilitat cutanis
S02 Pruïja
S03 Berrugues
S04 Inflamació / masses localitzades
S05 Inflamació / masses múltiples
S06 Erupció cutània localitzada
S07 Erupció cutània generalitzada
S08 Canvis del color de la pell
S09 Dit de mà o peu infectat; paroníquia
S10 Furóncol / àntrax / cel·lulitis localitzada
S11 Infeccions cutànies posttraumàtiques
S12 Mossegada / picada d'insecte
S13 Mossegada animal / humana
S14 Cremades / escaldament
S15 Cos estrany a la pell
S16 Equimosi / contusió
S17 Abrasió / ampolles / esgarrapades
S18 Laceracions / ferides incises
S19 Altres lesions de la pell
S20 Durícies / queratosis
S21 Símptomes i signes de la textura cutània
S22 Símptomes i signes de les ungles
S23 Caiguda del cabell / calvície
S24 Altres símptomes i signes de la pell i el cuir cabellut
S26 Por del càncer de pell
S27 Por d'altres malalties de la pell
S28 Limitació funcional / incapacitat pell i fàneres
S29 Altres símptomes i signes de la pell
S70 Herpes zòster
S71 Herpes simple
S72 Sarna i altres acaridiasis
S73 Pediculosi / altres infestacions cutànies
S74 Dermatofitosi
S75 Moniliasi / candidiasi cutània
S76 Altres malalties infeccioses de la pell
S77 Neoplàsia cutània maligna
S78 Lipoma
S79 Tumor benigne de la pell
S80 Queratosi actínica / cremada per llum solar
S81 Hemangioma / limfangioma
S82 Nevus / efèlide
S83 Altres lesions congènites de la pell
S84 Impetigen
S85 Quist pilonidal / fístula
S86 Dermatitis seborreica
S87 Dermatitis / èczema atòpic
S88 Dermatitis per contacte / altres èczemes
S89 Dermatitis dels bolquers
S90 Pitiriasi rosada
S91 Psoriasi
S92 Malalties de les glandules sudorípares
S93 Quist sebaci
S94 Ungla encarnada
S95 Mol·lusc contagiós (molluscum contagiosum)
S96 Acne
S97 Úlcera cutània crònica
S98 Urticària
S99 Altres malalties de la pell

#### T Sistema endocrí / metabolisme / nutrició
T01 Polidípsia / set excessiva
T02 Gana excessiva
T03 Anorèxia
T04 Problemes d'alimentació en els lactants i els adolescents
T05 Problemes d'alimentació en l'adult
T07 Augment de pes
T08 Pèrdua de pes
T10 Retard del creixement
T11 Deshidratació
T26 Por del càncer del sistema endocrí
T27 Por d'altres malalties del sistema endocrí
T28 Limitació funcional / incapacitat aparell endocrí, metabolisme i nutrició
T29 Altres símptomes i signes endocrins, metabòlics i nutricionals
T70 Malalties infeccioses del sistema endocrí
T71 Neoplàsies malignes de tiroides
T72 Neoplàsies benignes de tiroides
T73 Altres neoplàsies inespecifiques del sistema endocrí
T78 Conducte / quist tiroglòs
T80 Altres anomalies congènites del sistema endocrí
T81 Goll
T82 Obesitat
T83 Excés de pes
T85 Hipertiroïdisme / tirotoxicosi
T86 Hipotiroïdisme / mixedema
T87 Hipoglucèmia
T89 Diabetis insulinodependent
T90 Diabetis no insulinodependent
T91 Deficiències vitamíniques i nutricionals
T92 Gota
T93 Alteracions del metabolisme lipídic
T99 Altres malalties endocrines, metaboliques i nutricionals

#### U Aparell urinari
U01 Disúria / micció dolorosa
U02 Micció imperiosa /freqüent
U04 Incontinència urinària
U05 Altres problemes de la micció
U06 Hematúria
U07 Altres símptomes i signes de l'orina
U08 Retenció urinària
U13 Altres símptomes i signes vesicals
U14 Símptomes i signes del ronyó
U26 Por del càncer de l'aparell urinari
U27 Por d'altres malalties de l'aparell urinari
U28 Limitació funcional / incapacitat aparell urinari
U29 Altres símptomes i signes de l'aparell urinari
U70 Pielonefritis / pielitis
U71 Cistitis / altres infeccions urinàries
U72 Uretritis
U75 Neoplàsia renal maligna
U76 Neoplàsia maligna de la bufeta de l'orina
U77 Altres neoplàsies malignes de l'aparell renal
U78 Neoplàsies benignes de l'aparell urinari
U79 Altres neoplàsies inespecifiques de l'aparell urinari
U80 Lesions de l'aparell urinari
U85 Anomalia congènita de l'aparell urinari
U88 Glomerulonefritis / nefrosi / síndrome nefròtica
U90 Proteïnúria/ albuminúria ortostàtica
U95 Litiasi urinària
U98 Anàlisi d'orina anormal / resultats anormals inespecífics
U99 Altres malalties de l'aparell urinari

#### W Planificació familiar, embaràs, part i puerperi
W01 Pregunta relacionada amb l'embaràs
W02 Por d'estar embarassada
W03 Hemorràgia abans del part
W05 Nàusees / vòmits de l'embaràs
W10 Contracepció postcoital
W11 Planificació familiar femenina: anticonceptius orals
W12 Planificació familiar femenina: dispositiu intrauterí
W13 Planificació familiar femenina: esterilització
W14 Planificació familiar femenina: altres mètodes
W15 Esterilitat / infertilitat
W17 Hemorràgia postpart
W18 Altres símptomes i signes postpart
W19 Símptomes i signes de la lactància
W21 Preocupació per la imatge relacionada amb l'embaràs
W27 Por de les complicacions de l'embaràs i del part
W28 Limitació funcional / incapacitat planificació familiar, embaràs, part i puerperi
W29 Altres símptomes i signes de l'embaràs
W70 Infecció puerperal / endometritis / sèpsia
W71 Complicacions infeccioses durant l'embaràs
W72 Neoplàsia maligna relacionada amb l'embaràs
W73 Neoplàsia benigna / inespecífica relacionada amb l'embaràs
W75 Lesions que compliquen l'embaràs
W76 Anomalies congènites que compliquen l'embaràs
W78 Embaràs
W79 Embaràs no desitjat
W80 Embaràs ectòpic
W81 Toxèmia gravídica
W82 Avortament espontani
W83 Avortament provocat
W84 Embaràs d'alt risc
W85 Diabetis de l'embaràs
W90 Part normal / nadó viu
W91 Part normal / nadó mort
W92 Part complicat / nadó viu
W93 Part complicat / nadó mort
W94 Mastitis puerperal
W95 Altres malalties mamàries del puerperi
W96 Altres complicacions del puerperi
W99 Altres trastorns de l'embaràs / part / puerperi

#### X Aparell genital femení i mames
X01 Dolor genital
X02 Dolor menstrual
X03 Dolor intermenstrual
X04 Coit femení dolorós
X05 Menstruació absent / escassa
X06 Menstruació excessiva
X07 Menstruació irregular / freqüent
X08 Hemorràgia intermenstrual
X09 Símptomes i signes premenstruals
X10 Diferiment de la menstruació
X11 Símptomes i signes de la menopausa
X12 Hemorràgia postmenopàusica
X13 Hemorràgia postcoital
X14 Secrecions vaginals
X15 Altres símptomes i signes vaginals
X16 Símptomes i signes de la vulva
X17 Símptomes i signes de la pelvis
X18 Dolor mama femenina
X19 Tumefacció / massa de la mama femenina
X20 Símptomes i signes del mugró
X21 Altres símptomes i signes de la mama femenina
X22 Preocupació per l'aspecte de les mames
X23 Por d'una malaltia de transmissió sexual (femenina)
X24 Por de la disfunció sexual (femenina)
X25 Por d'un càncer genital femení
X26 Por d'un càncer de mama femení
X27 Por d'altres malalties dels òrgans genitals femenins / mames
X28 Limitació funcional / incapacitat aparell genital femení i mames
X29 Altres símptomes i signes de l'aparell genital
X70 Sífilis femenina
X71 Gonocòccia genital
X72 Candidiasi genital femenina
X73 Tricomoniasi urogenital femenina
X74 Malaltia inflamatòria pelviana
X75 Neoplàsia maligna de coll d'úter
X76 Neoplàsia maligna de la mama femenina
X77 Altres neoplàsies malignes de l'aparell genital femení
X78 Fibromioma uterí
X79 Neoplàsia benigna de la mama femenina
X80 Altres neoplàsies benignes de l'aparell genital femení
X81 Altres neoplàsies inespecifiques de l'aparell genital femení
X82 Lesions traumàtiques de l'aparell genital femení
X83 Anomalies congènites de l'aparell genital femení
X84 Vaginitis / vulvitis no venèries
X85 Altres malalties del coll d'úter
X86 Frotis de Papanicolaou anormal
X87 Prolapse uterovaginal
X88 Mastopatia fibroquística
X89 Síndrome de tensió premenstrual
X90 Herpes genital femení
X91 Condiloma acuminat femení
X92 Infecció genital femenina per clamídia
X99 Altres malalties de l'aparell genital femení

#### Y Aparell genital masculí i mames
Y01 Dolor al penis
Y02 Dolor a l'escrot / testicles
Y03 Secrecions per penis / uretra
Y04 Altres símptomes i signes del penis
Y05 Altres símptomes i signes de l'escrot i del penis
Y06 Símptomes i signes de la pròstata
Y07 Impotència sexual
Y08 Altres símptomes i signes de la funció sexual
Y10 Esterilitat / infertilitat masculina
Y13 Planificació familiar: esterilització masculina
Y14 Altra planificació familiar masculina
Y16 Símptomes i signes de la mama masculina
Y24 Por de la disfunció sexual (masculina)
Y25 Por d'una malaltia de transmissió sexual (masculina)
Y26 Por d'un càncer genital masculí
Y27 Por d'altres malalties de l'aparell genital (masculí)
Y28 Limitació funcional / incapacitat aparell genital masculí i mames
Y29 Altres símptomes i signes d'aparell reproductor
Y70 Sífilis masculina
Y71 Gonocòccia masculina
Y72 Herpes genital masculí
Y73 Prostatitis / vesiculitis seminal
Y74 Orquitis / epididimitis
Y75 Balanitis
Y76 Condiloma acuminat masculí
Y77 Neoplàsia prostàtica maligna
Y78 Altres neoplàsies malignes de l'aparell genital masculí
Y79 Neoplàsies benignes de l'aparell genital masculí
Y80 Lesions traumàtiques de l'aparell genital masculí
Y81 Fimosi / prepuci excessiu
Y82 Hipospàdies
Y83 Criptorquídia
Y84 Altres anomalies congènites de l'aparell genital m.
Y85 Hipertròfia prostàtica benigna
Y86 Hidrocele
Y99 Altres malalties de l'aparell genital masculí

#### Z Problemes socials
Z01 Pobresa / problemes econòmics
Z02 Problemes d'aliments i d'aigua
Z03 Problemes d'habitatge / veïnatge
Z04 Problemes socioculturals
Z05 Problemes laborals
Z06 Problemes per l'atur
Z07 Problemes d'educació / formació
Z08 Problemes per la seguretat social / sistema del benestar
Z09 Problemes legals
Z10 Problemes amb el sistema d'atenció de salut
Z11 Problemes pel fet d'estar malalt
Z12 Problemes de relació entre cònjuges
Z13 Problemes amb la conducta del cònjuge
Z14 Problemes per malaltia del cònjuge
Z15 Pèrdua / mort del cònjuge
Z16 Problemes de relació amb els fills
Z18 Problemes per malaltia dels fills
Z19 Pèrdua / mort d'un fill
Z20 Problemes de relació amb els pares / altres familiars
Z21 Problemes amb la conducta dels pares / altres familiars
Z22 Problemes per malaltia dels pares / altres familiars
Z23 Pèrdua / mort dels pares / altres familiars
Z24 Problemes de relació amb els amics
Z25 Problemes derivats d'actes violents / agressions
Z27 Por d'un problema social
Z28 Incapacitat social
Z29 Altres problemes socials inespecífics

### Processos
Aquests es codifiquen afegint la lletra corresponent del problema a l'inici. Per exemple: Una anàlisi de sang (-33) realitzada per un problema de l'aparell circulatori (K-), serà: K34.
-30 Exploració mèdica / avaluació de salut completa
-31 Exploració mèdica / avaluació de salut parcial
-32 Prova de sensibilització
-33 Proves microbiològiques / altres proves immunològiques
-34 Anàlisi de sang
-35 Anàlisi d'orina
-36 Anàlisi de femta
-37 Citologia exfoliativa / histologia
-38 Altres anàlisis de laboratori no classificades
-39 Proves de funció física
-40 Endoscòpia diagnòstica
-41 Radiologia / estudis per la imatge (diagnòstic)
-42 Traçat elèctric
-43 Altres procediments diagnòstics
-44 Fàrmacs / immunitzacions preventives
-45 Observació / educació preventiva / consell / dieta
-46 Consulta amb professional d'atenció primària
-47 Consulta amb especialista
-48 Discussió / aclariment demanda del pacient
-49 Altres procediments preventius
-50 Fàrmacs: prescripció / renovació / injectables
-51 Incisió / drenatge / irrigació / aspiració fluids
-52 Extirpació / biòpsia / destrucció / desbridament / cauterítzació
-53 Instrumentació / cateterització / intubació / dilatació
-54 Reducció / fixació / sutura / guix / pròtesi (posar / treure)
-55 Injecció / infiltració local
-56 Embenat / pressió / compressió / taponament
-57 Rehabilitació / medicina física
-58 Consell terapèutic / psicoteràpia
-59 Altres procediments terapèutics / cirurgia menor no classificats
-60 Resultats de proves i procediments
-61 Resultats (exploracions, proves, registres, informes)
-62 Consulta administrativa
-63 Consulta de seguiment sense especificar
-64 Consulta iniciada pel professional
-65 Consulta iniciada per tercera persona
-66 Derivació a un altre professional / infermera / terapeuta / assistent social
-67 Derivació a metge / especialista / consulta / hospital
-68 Altres derivacions no classificades
-69 Altres motius de consulta no classificats